# Ісманов Уміджон Акбаралійович
Уміджон Акбаралійович Ісманов (узб. Умиджон Акбаралиевич Исманов; нар. 13 листопада 1989, Наринський район, Наманганська область, Узбецька РСР, СРСР) — узбецький борець вільного стилю, чемпіон та дворазовий бронзовий призер чемпіонатів Азії, срібний та бронзовий призер Азійських ігор. Майстер спорту Узбекистану міжнародного класу.

## Життєпис
Боротьбою почав займатися з 1999 року. Перший тренер — Шермухаммад Ортожов. У 2006 році став бронзовим призером чемпіонату Азії серед кадетів. У 2008 став другим на чемпіонаті Азії серед юніорів і здобув бронзову нагороду на світовій юніорській першості. У 2009 році став чемпіоном Азії серед юніорів.
Тренер Наманганського коледжу олімпійського резерву. Виступає за спортивне товариство «Динамо» Ташкент. Шестиразовий чемпіон Узбекистану. Тренер — Ікром Гафуров. 

## Спортивні результати на міжнародних змаганнях

### Виступи на Чемпіонатах світу
| Змагання                        | Збірна     | Вагова категорія          | Місце |
| ------------------------------- | ---------- | ------------------------- | ----- |
| Чемпіонат світу з боротьби 2015 | Узбекистан | вільна боротьба, до 86 кг | 32    |
| Чемпіонат світу з боротьби 2017 | Узбекистан | вільна боротьба, до 86 кг | 20    |

### Виступи на Чемпіонатах Азії
| Змагання                       | Збірна     | Вагова категорія          | Місце  |
| ------------------------------ | ---------- | ------------------------- | ------ |
| Чемпіонат Азії з боротьби 2010 | Узбекистан | вільна боротьба, до 84 кг | 8      |
| Чемпіонат Азії з боротьби 2012 | Узбекистан | вільна боротьба, до 84 кг | 5      |
| Чемпіонат Азії з боротьби 2013 | Узбекистан | вільна боротьба, до 84 кг | Золото |
| Чемпіонат Азії з боротьби 2014 | Узбекистан | вільна боротьба, до 97 кг | 8      |
| Чемпіонат Азії з боротьби 2015 | Узбекистан | вільна боротьба, до 86 кг | Бронза |
| Чемпіонат Азії з боротьби 2017 | Узбекистан | вільна боротьба, до 86 кг | Бронза |

### Виступи на Азійських іграх
| Змагання                        | Збірна     | Вагова категорія          | Місце  |
| ------------------------------- | ---------- | ------------------------- | ------ |
| Азійські ігри 2014              | Узбекистан | вільна боротьба, до 86 кг | Бронза |
| Азійські ігри в приміщенні 2017 | Узбекистан | вільна боротьба, до 86 кг | Срібло |

### Виступи на Кубках світу
| Змагання                    | Збірна     | Вагова категорія          | Місце |
| --------------------------- | ---------- | ------------------------- | ----- |
| Кубок світу з боротьби 2009 | Узбекистан | вільна боротьба, до 84 кг | 4     |
| Кубок світу з боротьби 2011 | Узбекистан | вільна боротьба, до 74 кг | 12    |

### Виступи на інших змаганнях
| Змагання                                                         | Збірна     | Вагова категорія          | Місце  |
| ---------------------------------------------------------------- | ---------- | ------------------------- | ------ |
| Золотий Гран-прі з боротьби 2011 (Баку)                          | Узбекистан | вільна боротьба, до 74 кг | 11     |
| Київський Міжнародний турнір з боротьби 2013                     | Узбекистан | вільна боротьба, до 84 кг | 24     |
| Літня Універсіада 2013                                           | Узбекистан | вільна боротьба, до 84 кг | 5      |
| Міжнародний турнір Дінмухамеда Кунаєва 2013                      | Узбекистан | вільна боротьба, до 84 кг | 5      |
| Гран-прі «Іван Яригін» 2014                                      | Узбекистан | вільна боротьба, до 86 кг | 13     |
| Турнір Олександра Медведя 2014                                   | Узбекистан | вільна боротьба, до 86 кг | 15     |
| Турнір Алі Алієва 2014                                           | Узбекистан | вільна боротьба, до 86 кг | 8      |
| Золотий Гран-прі з боротьби 2014 (Баку)                          | Узбекистан | вільна боротьба, до 86 кг | 12     |
| Турнір Олександра Медведя 2015                                   | Узбекистан | вільна боротьба, до 86 кг | 5      |
| Турнір Яшара Догу 2015                                           | Узбекистан | вільна боротьба, до 86 кг | 12     |
| Кубок Президента Казахстану з боротьби 2015                      | Узбекистан | вільна боротьба, до 86 кг | 5      |
| Золотий Гран-прі з боротьби 2015                                 | Узбекистан | вільна боротьба, до 86 кг | 10     |
| Турнір Олександра Медведя 2016                                   | Узбекистан | вільна боротьба, до 86 кг | 29     |
| Олімпійський кваліфікаційний турнір з боротьби 2016 (Астана)     | Узбекистан | вільна боротьба, до 86 кг | 5      |
| Олімпійський кваліфікаційний турнір з боротьби 2016 (Улан-Батор) | Узбекистан | вільна боротьба, до 86 кг | 5      |
| Олімпійський кваліфікаційний турнір з боротьби 2016 (Стамбул)    | Узбекистан | вільна боротьба, до 86 кг | 19     |
| Кубок мера Пуна з боротьби 2016                                  | Узбекистан | вільна боротьба, до 86 кг | Срібло |

### Виступи на змаганнях молодших вікових груп
| Змагання                                      | Збірна     | Вагова категорія          | Місце  |
| --------------------------------------------- | ---------- | ------------------------- | ------ |
| Чемпіонат Азії з боротьби серед кадетів 2006  | Узбекистан | вільна боротьба, до 69 кг | Бронза |
| Чемпіонат Азії з боротьби серед юніорів 2008  | Узбекистан | вільна боротьба, до 84 кг | Срібло |
| Чемпіонат світу з боротьби серед юніорів 2008 | Узбекистан | вільна боротьба, до 84 кг | Бронза |
| Чемпіонат Азії з боротьби серед юніорів 2009  | Узбекистан | вільна боротьба, до 84 кг | Золото |
| Чемпіонат світу з боротьби серед юніорів 2009 | Узбекистан | вільна боротьба, до 84 кг | 20     |